# Derbi de Lorena
El Derbi de Lorena (en francés: Derby Lorrain) es el partido de fútbol que involucra al FC Metz contra el AS Nancy y su nombre es por ser los dos equipos más exitosos de la región de Lorraine apenas separados por 47 kilómetros.

## Historia
El primer partido entre ambos equipos se jugó el 3 de octubre de 1970 por la Ligue 1 y terminó con empate 1-1 y el origen de la rivalidad es por los constantes enfrentamientos entre sus seguidores, ya que las ciudades han tenido diferencias desde el siglo XI ya que Metz fue fundada como una ciudad militar y Nancy era cultural y urbanística.
La mayoría de los enfrentamientos han ocurrido en la Ligue 1 con ventaja del FC Metz en la mayoría de torneos en juego.

## Estadísticas
| Torneo               | Nancy | Empates | Metz | Total |
| -------------------- | ----- | ------- | ---- | ----- |
| Division 1 / Ligue 1 | 20    | 15      | 18   | 53    |
| Division 2 / Ligue 2 | 1     | 4       | 7    | 12    |
| Copa de Francia      | 2     | 0       | 3    | 5     |
| Coupe de la Ligue    | 2     | 0       | 1    | 3     |
| Total                | 20    | 19      | 29   | 68    |